# Чайки (Обуховський район)

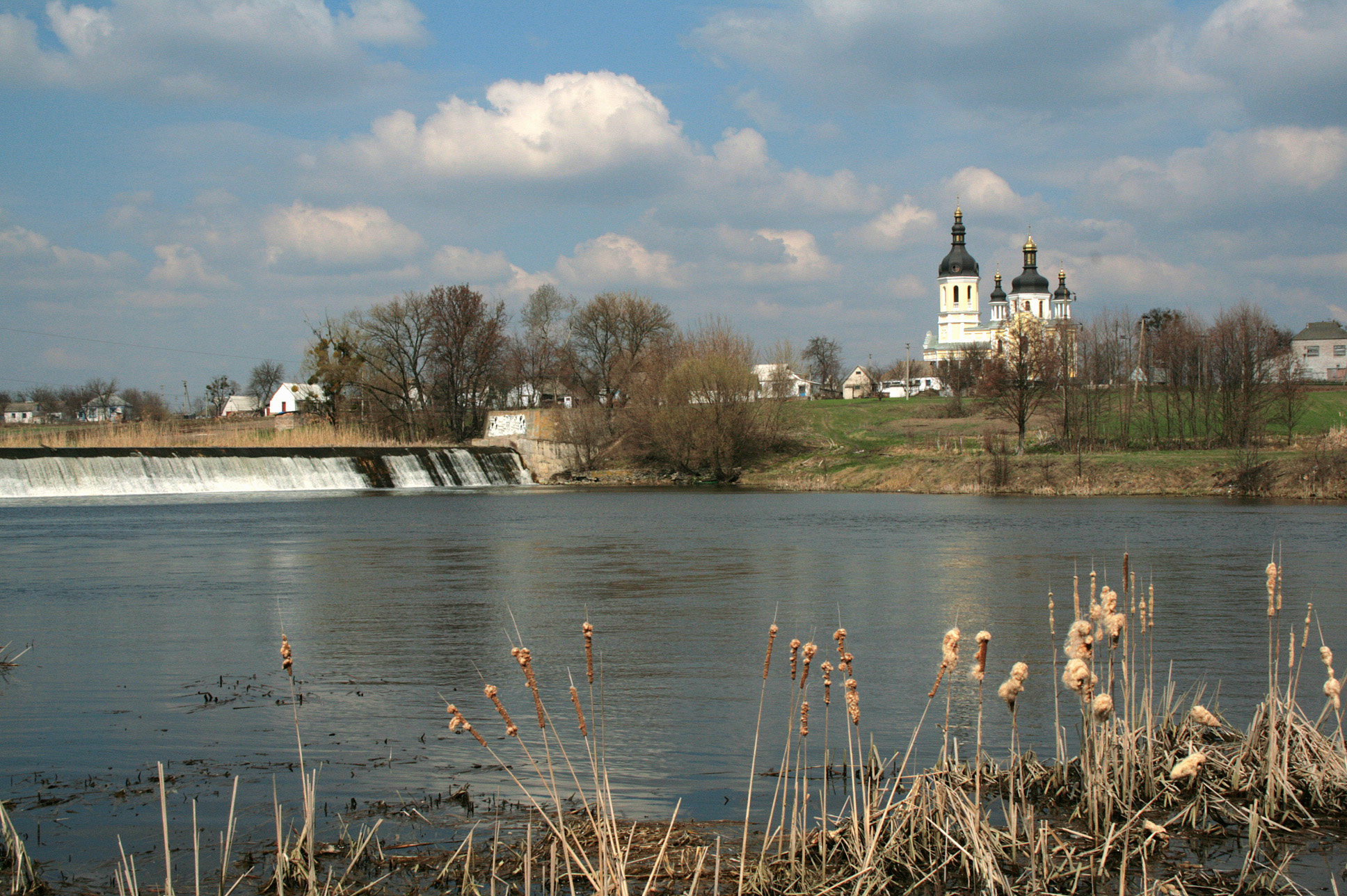
Вид на реку Рось и церковь Николая Чудотворца

Чайки (укр. Чайки) — село, входит в Богуславский район Киевской области Украины. Расположено на берегу реки Рось.
Население по переписи 2001 года составляло 388 человек. Почтовый индекс — 09713. Телефонный код — 456133. Занимает площадь 1,5 км². Код КОАТУУ — 3220683602.

## Местный совет
09712, Киевская обл., Богуславский р-н, с. Мисайловка